# Grb Občine Logatec
Grb Občine Logatec je upodobljen na rdečem ščitu poznogotskega stila sanitske oblike, od katerega je srebrna glava ščita ločena s cinasto črto, sestavljeno iz šestih cin nad katerimi je drug ob drugem razporejenih pet lipovih listov. V spodnjem polju ščita je na rdeči podlagi upodobljeno zlato kolo vprežnega voza z  desetimi naperami. Zlati trak na zunanjih robovih ščita lahko služi le kot grbovni okras.
Odlok o grbu in zastavi je sprejel Občinski svet Občine Logatec na svoji 16. redni seji, dne 20. junija 2008. Pred tem je imela občina drugačen grb, ki je predstavljen na desni strani.